# هوراس هولمز
هوراس هولمز (بالإنجليزية: Horace Holmes)‏ هو سياسي بريطاني (وحمل سابقاً جنسية المملكة المتحدة لبريطانيا العظمى وأيرلندا)، ولد في 30 مارس 1888، وتوفي في 9 سبتمبر 1971. حزبياً، نشط في حزب العمال.

## مناصب
- في 1946 Hemsworth by-election [الإنجليزية]‏، انتخب عضو برلمان المملكة المتحدة الـ38 عن دائرة هيمسوورث (22 فبراير 1946 – 3 فبراير 1950).
- في الانتخابات العامة في المملكة المتحدة 1950 [الإنجليزية]‏، انتخب عضو برلمان المملكة المتحدة الـ39 عن دائرة هيمسوورث (23 فبراير 1950 – 5 أكتوبر 1951).
- في الانتخابات العامة في المملكة المتحدة 1951 [الإنجليزية]‏، انتخب عضو برلمان المملكة المتحدة الـ40 عن دائرة هيمسوورث (25 أكتوبر 1951 – 6 مايو 1955).
- في الانتخابات العامة في المملكة المتحدة 1955 [الإنجليزية]‏، انتخب عضو البرلمان الحادي والأربعين للمملكة المتحدة ‏ عن دائرة هيمسوورث (26 مايو 1955 – 18 سبتمبر 1959).